# Jon Preston
Jon Paul Preston (Dunedin, 15 de noviembre de 1967) es un comentarista deportivo y exjugador neozelandés de rugby que se desempeñaba como medio scrum.

## Carrera
Debutó en la ITM Cup con Canterbury RFU en 1988, jugando en ellos hasta 1992 y a partir del año siguiente en Wellington RFU. Se convirtió en profesional en 1996 cuando fue contratado por los Hurricanes, una de las franquicias neozelandesas del recién creado Super Rugby.
En 1998 firmó con el Bath Rugby de la Aviva Premiership, un contrato por dos temporadas que al cumplirse fue renovado por otra más. Se retiró en 2001 al finalizarlo.

## Selección nacional
Fue convocado a los All Blacks por primera vez en octubre de 1991 ante los Estados Unidos y jugó irregularmente con ellos hasta su última convocatoria frente al XV de la Rosa en noviembre de 1997. En total disputó 10 partidos y marcó siete tries (35 puntos).

### Participaciones en Copas del Mundo
Solo disputó una Copa del Mundo; Inglaterra 1991 donde fue suplente de Graeme Bachop y el pateador del equipo cuando no jugó Grant Fox. Los All Blacks no pudieron ante los Wallabies cayendo en semifinales, Preston contribuyó enormemente con tres penales para la victoria por el tercer puesto ante Escocia.
| Mundial                       | Sede       | Resultado     | PJ | Pts |
| ----------------------------- | ---------- | ------------- | -- | --- |
| Copa Mundial de Rugby de 1991 | Inglaterra | Tercer puesto | 2  | 23  |